# Myosotis kebeshensis
Myosotis kebeshensis är en strävbladig växtart som beskrevs av Stepanov. Myosotis kebeshensis ingår i släktet förgätmigejer, och familjen strävbladiga växter. Inga underarter finns listade i Catalogue of Life.